# Константіна (вілаєт)
Константіна (араб. ولاية قسنطينة‎‎) — вілаєт Алжиру. Адміністративний центр — місто Константіна. Площа — 2 187 км². Населення — 943 112 осіб (2008).

## Географічне положення
Вілаєт розташований в Атлаських горах, на хребтах Тель-Атлас. На півночі межує з вілаєтом Скікда, на сході — з вілаєтом Гельма, на півдні — з вілаєтом Ум-ель-Буакі, на заході — з вілаєтом Міла.

## Адміністративний поділ
Поділяється на 6 округів та 12 муніципалітетів.
| Алжир | Це незавершена стаття з географії Алжиру. Ви можете допомогти проєкту, виправивши або дописавши її. |